# WS-20 (エンジン)
WS-20(渦扇-20)は、中国の瀋陽飛機工業集団（AVIC）が開発したターボファンエンジンである。
WS-20は、2008年頃にIl-76に搭載されている画像が公開された。名称は多くのメディアでWS-20と報道されているが、2013年5月に開催された中国航空宇宙推進技術サミットの資料ではWS-188とされていた。この会議はAVICが共催しているため資料の内容はほぼ公式とされる。その資料によればエンジンはWS-10のコアを流用しており、推力は12トン、搭載機としてはY-20輸送機のほか、C919旅客機が挙げられており、2015年より生産となっていた。アヴィエーションウィーク&スペーステクノロジーは、Y-20向けには出力不足、C919には効率が低すぎると称している。2015年10月26日にはY-20の試作5号機に搭載されていたことが報じられている。
2023年3月に公開された画像にWS-20を搭載し、中国空軍の正規塗装を施されたY-20が確認されたことからY-20Bが既に就役したことが示唆された。